# Lycklige Alfons Åberg
Lycklige Alfons Åberg är en barnbok skriven av Gunilla Bergström och utgiven 1984. Den ingår i serien av böcker som handlar om Alfons Åberg, och är utgiven av Rabén & Sjögren Bokförlag. Den har även filmatiserats, och hette ursprungligen Klaga lagom, Alfons Åberg. Som film sändes den första gången den 15 januari 1981.

## Handling
Handlingen utspelar sig strax efter jul, och Alfons och pappa sitter och deppar i var sin fåtölj och tycker det är tråkigt att julen är över. Alfons kompis Viktor är sjuk, och kan inte leka med Alfons. Alfons farmor är på besök i lägenheten och menar att det är bra att de har lite tråkigt, så att de märker att snart kommer något roligt. Farmor städar undan bland julpyntet. Sedan skall de fika. Då kommer Viktor gående. Han har frisknat till tidigare än först beräknat, och kan leka med Alfons. Därefter kastas julgranen från balkongen, och ner mot den snötäckta januarimarken.

### Fotnoter
1. ↑  ”Lycklige Alfons Åberg” (på engelska). Worldcat. 11 mars 1984. https://www.worldcat.org/title/lycklige-alfons-aberg/oclc/17137619&referer=brief_results. Läst 15 januari 2015.
2. ↑  ”Klaga lagom, Alfons Åberg”. Svensk mediedatabas. 15 januari 1981. http://smdb.kb.se/catalog/id/001692480. Läst 6 oktober 2010.